# Gabriela Grillo
Gabriela Grillo (Duisburg, 19 agosto 1952 – Mülheim an der Ruhr, 25 febbraio 2024) è stata una cavallerizza tedesca, specializzata in dressage, vincitrice di una medaglia d'oro di squadra ai Giochi olimpici di Montréal 1976, cavalcando Ultimo.

## Biografia
Grillo fu allieva della Scuola di equitazione spagnola di Vienna.

## Palmarès
| Anno | Manifestazione  | Sede      | Evento           | Risultato | Prestazione | Note |
| ---- | --------------- | --------- | ---------------- | --------- | ----------- | ---- |
| 1976 | Giochi olimpici | Montréal  | Dressage squadre | Oro       | -           |      |
| 1976 | Giochi olimpici | Montréal  | Dressage         | 4ª        | -           |      |
| 1977 | Europei         | San Gallo | Squadre          | Oro       | -           |      |
| 1979 | Europei         | Århus     | Squadre          | Oro       | -           |      |
| 1981 | Europei         | Laxenburg | Squadre          | Oro       | -           |      |
| 1981 | Europei         | Laxenburg | Individuale      | Bronzo    | -           |      |